# Mackenzie McDonald
Michael Mackenzie Lowe McDonald (* 16. dubna 1995 Piedmont, Kalifornie) je americký profesionální tenista. Ve své dosavadní kariéře na okruhu ATP Tour vyhrál jeden deblový turnaj. Na challengerech ATP a okruhu ITF získal pět titulů ve dvouhře a sedm ve čtyřhře.
Na žebříčku ATP byl ve dvouhře nejvýše klasifikován v říjnu 2023 na 37. místě a ve čtyřhře v témže měsíci na 49. místě. Trénovali Jaime Pulgar, Mat Cloer, Wayne Ferreira či Robby Ginepri.
V americkém daviscupovém týmu debutoval v roce 2023 taškentským kvalifikačním kolem proti Uzbekistánu, v němž vyhrál úvodní dvouhru nad Sergejem Fominem. Američané zvítězili 4–0 na zápasy. Do listopadu 2024 v soutěži nastoupil ke čtyřem mezistátním utkáním s bilancí 3–1 ve dvouhře a 0–0 ve čtyřhře.

## Soukromý život
Narodil se roku 1995 v kalifornském Piedmontu do rodiny obličejového chirurga Michaela McDonalda a Vivian Youngové. Sestra Dana Jonesová se věnovala gymnastice, absolvovala UCLA a stala se dentální hygienistkou.
Tenis začal hrát ve třech letech. První trenérkou se stala bývalá profesionálka Rosie Bareisová, než se mu v jedenácti letech začal věnovat bývalý člen elitní světové desítky Wayne Ferreira. Po maturitě na střední škole v Piedmontu, jíž vystudovala také světová tenisová čtyřka Brad Gilbert, nastoupil roku 2014 na Kalifornskou univerzitu v Los Angeles (UCLA). Univerzitu opustil po vstupu mezi profesionály v roce 2016. Za silný úder označil forhend a za preferovaný povrch tvrdý.
V juniorském věku se připravoval v kalifornském komplexu Claremont Hotel and Spa, kde sídlí tenisový klub v Berkeley, než se stal členem střediska amerického tenisového svazu USTA National Campus v Orlandu u Lake Nona.

## Tenisová kariéra
V juniorské kategorii postoupil z kvalifikace až do semifinále Australian Open 2012, kde nestačil na Kanaďana Filipa Peliwa. V letech 2014–2016 hrál univerzitní tenis na Kalifornské univerzitě v Los Angeles. V rámci této sportovní kariéry vyhrál v roce 2016 národní akademické mistrovství NCAA ve dvouhře i čtyřhře. V singlovém finále zdolal nejvýše nasazeného Dána Mikaela Torpegaarda z Ohijské státní univerzity. Obě soutěže naposledy před ním ovládl Matias Boeker z Georgie v roce 2001. Vysokou školu však nedokončil, když před závěrečným ročníkem v červnu 2016 oznámil vstup mezi profesionály.
Na okruhu ATP Tour debutoval srpnovým Western & Southern Open 2013 v Cincinnati, kde prošel kvalifikačním sítem přes Nicolase Mahuta a Steva Johnsona. Stal se tak prvním neklasifikovaným hráčem na žebříčku od španělského kvalifikanta Sergia Casala na Miami Masters 1995, jenž zasáhl do dvouhry v sérii Masters. Na úvod však podlehl belgické světové osmdesátce Davidu Goffinovi. První zápas na okruhu ATP, vyjma grandslamu, vyhrál až o pět let později na travnatém Libéma Open 2018 v 's-Hertogenboschi. Přes osmého nasazeného Itala Andrease Seppiho a australského kvalifikanta Alexe Bolta prošel do čtvrtfinále, v němž mu stopku vystavil sedmdesátý druhý muž klasifikace Jérémy Chardy z Francie.

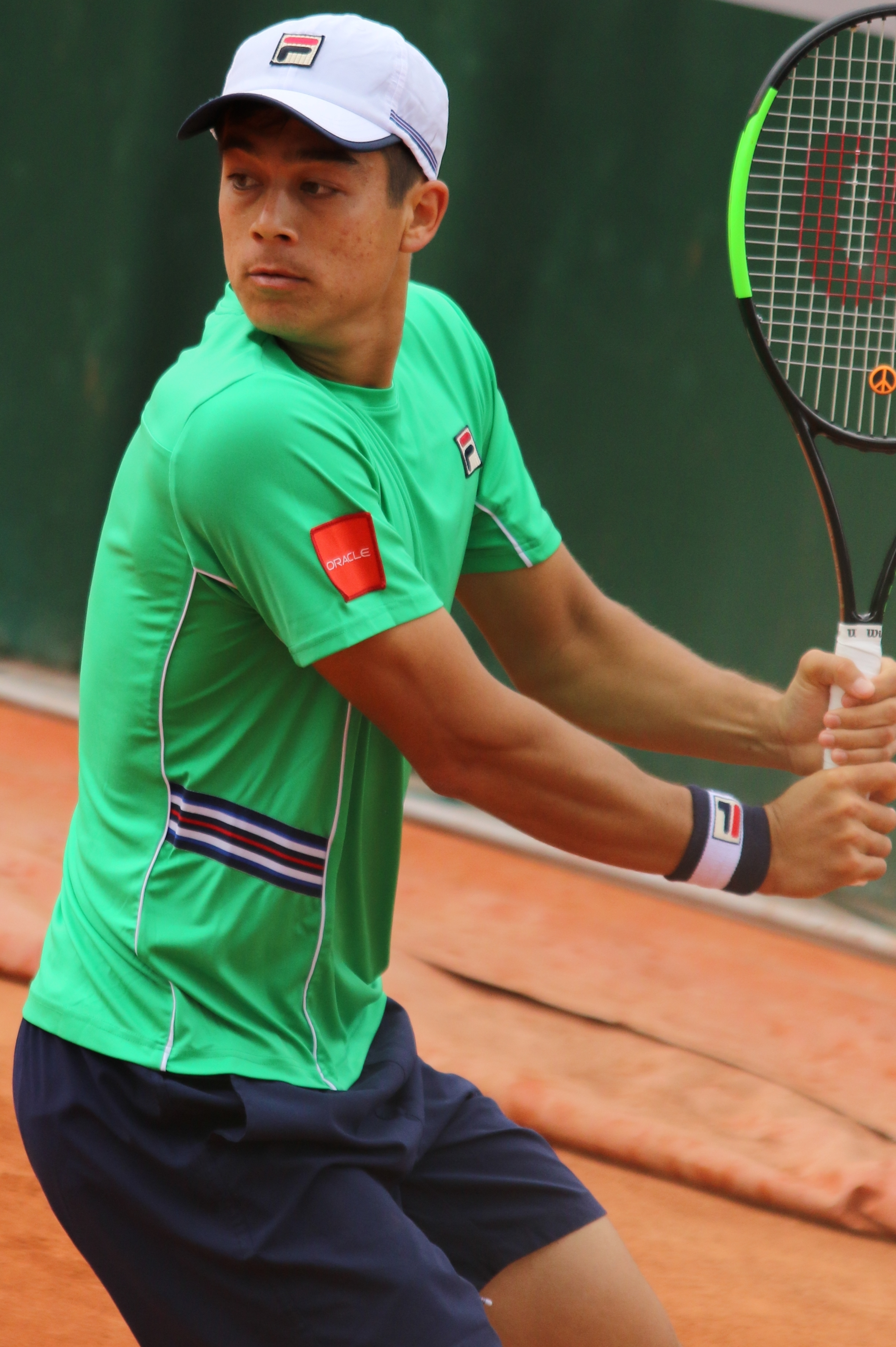
Bekhend na French Open 2019

Debut v hlavní soutěži grandslamu zaznamenal v mužském singlu US Open 2016. Jako hráč páté světové stovky obdržel do soutěže divokou kartu. V úvodním kole prohrál pětisetovou bitvu s českým kvalifikantem Janem Šátralem, když nevyužil vedení 2–0 na sety. První vítězný zápas v této kategorii si připsal na Australian Open 2018 po vyřazení švédského kvalifikanta Eliase Ymera. Následně však nenašel recept na třetího nasazeného Bulhara Grigora Dimitrova až po pětisetovém průběhu. Přes Argentince Guida Pellu postoupil do osmifinále Wimbledonu 2018, kde jej přehrál Kanaďan Milos Raonic. Člena elitní světové dvacítky poprvé zdolal na říjnovém Rolex Shanghai Masters 2018. V Šanghaji oplatil porážku světové dvacítce Raonicovi. V sezóně 2018 dvanáctkrát vylepšil své žebříčkové postavení. Celkově se posunul o sto příček výše na listopadové 76. místo.
Na Delray Beach Open 2019 se poprvé probojoval do semifinále turnaje ATP a premiérově porazil člena elitní desítky. Mezi poslední osmičkou na něj nestačil čtvrtý hráč světa, Argentinec Juan Martín del Potro. Po zisku úvodní semifinálové sady proti Moldavanu Radu Albotovi z deváté desítky, však utržil debakl ve formě dvou „kanáru“. Nové kariérní maximum, 57. místo, dosáhl v závěru dubna po třetím kole na Barcelona Open Banco Sabadell 2019. Probíhající sezónu však předčasně ukončil po pětisetové prohře s Jošihitem Nišiokou na French Open 2019, když si v pařížské deblové soutěži přivodil zranění pravého hamstringu. V červnu tak podstoupil operaci. Na okruh se vrátil po sedmi měsících lednovou kvalifikací ASB Classic 2020 v Aucklandu, v jejímž druhém kole podlehl Mikaelu Ymerovi. Do druhého osmifinále na grandslamu prošel během Australian Open 2021, kde zdolal Marca Cecchinata, dvacátého druhého nasazeného Bornu Ćoriće a Jihoafričana Lloyda Harrise. Mezi poslední osmičku jej nepustil čtvrtý nasazený a pozdější finalista Daniil Medveděv.
První finále na okruhu ATP si zahrál na washingtonském Citi Open 2021 z kategorie ATP 500. Na úvod porazil obhájce trofeje Nicka Kyrgiose, poté turnajovou třináctku Benoîta Paireho, Bělorusa Ilju Ivašku a krajana Denise Kudlu. Ani v semifinále jej nezastavil šampion z roku 2015 Kei Nišikori. Až v závěrečném duelu jej zdolala italská turnajová pětka Jannik Sinner po třísetovém průběhu. Bodový zisk mu po dvou letech zajistil návrat do elitní světové stovky, když se posunul o čtyřicet příček výše na 64. místo žebříčku.

## Finále na okruhu ATP Tour
| Legenda                       |
| ----------------------------- |
| D – dvouhra; Č – čtyřhra      |
| Grand Slam (0)                |
| Turnaj mistrů (0)             |
| ATP Tour Masters 1000 (0–1 Č) |
| ATP Tour 500 (0–1 D; 1–1 Č)   |
| ATP Tour 250 (0)              |

### Dvouhra: 1 (0–1)
| Stav      | č. | datum         | turnaj                          | kategorie | povrch | soupeř ve finále | výsledek      |
| --------- | -- | ------------- | ------------------------------- | --------- | ------ | ---------------- | ------------- |
| Finalista | 1. | 8. srpna 2021 | Washington, D.C., Spojené státy | ATP 500   | tvrdý  | Jannik Sinner    | 5–7, 6–4, 5–7 |

### Čtyřhra: 3 (1–2)
| Stav      | č. | datum          | turnaj                          | kategorie | povrch | spoluhráč      | soupeři ve finále                 | výsledek              |
| --------- | -- | -------------- | ------------------------------- | --------- | ------ | -------------- | --------------------------------- | --------------------- |
| Vítěz     | 1. | říjen 2022     | Tokio, Japonsko                 | ATP 500   | tvrdý  | Marcelo Melo   | Rafael Matos David Vega Hernández | 6–4, 3–6, [10–4]      |
| Finalista | 1. | červenec 2023  | Washington, D.C., Spojené státy | ATP 500   | tvrdý  | Ben Shelton    | Máximo González Andrés Molteni    | 7–6(7–4), 2–6, [6–10] |
| Finalista | 2. | 19. srpna 2024 | Cincinnati, Spojené státy       | ATP 1000  | tvrdý  | Alex Michelsen | Marcelo Arévalo Mate Pavić        | 2–6, 4–6              |

## Tituly na challengerech ATP a okruhu ITF
| Legenda                |
| ---------------------- |
| Challengery (3 D; 2 Č) |
| ITF (2 D; 5 Č)         |

### Dvouhra (5 titulů)
| Č. | datum      | turnaj                     | povrch    | soupeř ve finále | výsledek       |
| -- | ---------- | -------------------------- | --------- | ---------------- | -------------- |
| 1. | září 2016  | Irvine, Spojené státy      | tvrdý     | Jan Choinski     | 6–0, 6–3       |
| 2. | ledna 2017 | Los Angeles, Spojené státy | tvrdý     | Carl Söderlund   | 6–4, 6–0       |
| 1. | října 2017 | Fairfield, Spojené státy   | tvrdý     | Bradley Klahn    | 6–4, 6–2       |
| 2. | dubna 2018 | Soul, Jižní Korea          | tvrdý     | Jordan Thompson  | 1.–6, 6–4, 6–1 |
| 3. | února 2021 | Nur-Sultan, Kazachstán     | tvrdý (h) | Jurij Rodionov   | 6–1, 6–2       |

### Čtyřhra (7 titulů)
| Č. | datum       | turnaj                       | povrch | spoluhráč       | soupeři ve finále                  | výsledek              |
| -- | ----------- | ---------------------------- | ------ | --------------- | ---------------------------------- | --------------------- |
| 1. | září 2013   | Costa Mesa, Spojené státy    | tvrdý  | Marcos Giron    | Keith-Patrick Crowley Matt Fawcett | 6–3, 6–2              |
| 2. | června 2014 | Oklahoma City, Spojené státy | tvrdý  | Martin Redlicki | Jesús Bandrés Gonzalo Escobar      | 4–6, 7–6(7–3), [10–8] |
| 3. | září 2015   | Costa Mesa, Spojené státy    | tvrdý  | Martin Redlicki | Jean-Yves Aubone Benjamin Lock     | 6–2, 3–6, [10–5]      |
| 4. | září 2016   | Irvine, Spojené státy        | tvrdý  | Deiton Baughman | Timothy Sah Ryan Seggerman         | 6–4, 6–3              |
| 1. | října 2016  | Fairfield, Spojené státy     | tvrdý  | Brian Baker     | Sekou Bangoura Eric Quigley        | 6–3, 6–4              |
| 5. | dubna 2017  | Memphis, Spojené státy       | tvrdý  | Lloyd Glasspool | Philip Bester Alex Lawson          | 6–2, 7–6(7–3)         |
| 2. | ledna 2018  | Playford, Austrálie          | tvrdý  | Tommy Paul      | Maverick Banes Jason Kubler        | 7–6(7–4), 6–4         |